# 氷見インターチェンジ
氷見インターチェンジ（ひみインターチェンジ）は、富山県氷見市にある能越自動車道（氷見高岡道路・七尾氷見道路）のインターチェンジ (IC) である。
当ICの開業に伴う効果として、氷見漁港で獲れた水産物を当日店頭販売（当日輸送）できる地域が東北地方、中国地方、四国地方まで広がること、氷見市の交流人口が増加することが挙げられる。

## 歴史
- 2007年（平成19年）4月15日 : 高岡北IC - 氷見IC間開通に伴い供用開始。
- 2009年（平成21年）10月18日 : 氷見IC - 氷見北IC間開通。

## 道路
- E41 能越自動車道（氷見高岡道路・七尾氷見道路）（5番）

## 接続する道路
- 国道415号（鞍川バイパス）

## 周辺
- 金沢医科大学氷見市民病院
- 氷見市役所
- 氷見駅
- 氷見漁港
- ひみ番屋街
- 朝日山公園
- 富山県立氷見高等学校
- ふれあいの森
  - 氷見市ふれあいスポーツセンター
- 比美乃江公園
- 氷見市立博物館

## 隣
E41 能越自動車道（氷見高岡道路・七尾氷見道路）
(4-1) 氷見南IC - (5) 氷見IC - (6) 氷見北IC